# Миле (Јајце)
Миле су насељено мјесто у Босни и Херцеговини, у општини Јајце, које административно припада Федерацији Босне и Херцеговине. Према попису становништва из 2013. у насељу је живјело 1056 становника.

## Становништво
Према попису становништва из 1991. године мјесна заједница је имала 2.284 становника.
Национални састав:
| Националност       | 1991.       |
| Хрвати             | 1.804 (79%) |
| Срби               | 406 (18%)   |
| Југословени        | 32 (1%)     |
| Муслимани          | 25 (1%)     |
| остали и непознато | 17 (1%)     |
| укупно             |             |